# Donaumoos (FFH-Gebiet)
Das FFH-Gebiet Donaumoos liegt im Osten von Baden-Württemberg und ist Bestandteil des europäischen Schutzgebietsnetzes Natura 2000. Es wurde 2005 durch das Regierungspräsidium Tübingen zur Ausweisung angemeldet und durch Verordnung des Regierungspräsidiums Tübingen vom 5. November 2018 (in Kraft getreten am 11. Januar 2019), ausgewiesen.

## Lage
Das rund 916 Hektar (ha) große Schutzgebiet Donaumoos liegt im Naturraum Donau-Iller-Lech-Platten. Seine 4 Teilgebiete befinden sich in den Gemeinden Asselfingen, Langenau und Rammingen im Alb-Donau-Kreis sowie Sontheim an der Brenz im Landkreis Heidenheim.

## Beschreibung
Der Landschaftscharakter des Schutzgebiets wird von der Niedermooren und landwirtschaftlich genutztem Grünland geprägt. Es handelt sich um eines der größten Niedermoorgebiete in Süddeutschland.

## Schutzzweck

### Lebensraumtypen
Folgende Lebensraumtypen nach Anhang I der FFH-Richtlinie kommen im Gebiet vor:
| EU Code | * | Lebensraumtyp (offizielle Bezeichnung)                                                                                             | Kurzbezeichnung                              |
| ------- | - | --- | -------------------------------------------- |
| 3150    |   | Natürliche eutrophe Seen mit einer Vegetation des Magnopotamions oder Hydrocharitions                                              | Natürliche nährstoffreiche Seen              |
| 3160    |   | Dystrophe Seen und Teiche | Dystrophe Seen                               |
| 3260    |   | Flüsse der planaren bis montanen Stufe mit Vegetation des Ranunculion fluitantis und des Callitricho-Batrachion                    | Fließgewässer mit flutender Wasservegetation |
| 6210    | * | Naturnahe Kalk-Trockenrasen und deren Verbuschungsstadien (Festuco-Brometalia) (*besondere Bestände mit bemerkenswerten Orchideen) | Kalk-Magerrasen – orchideenreiche Bestände*  |
| 6410    |   | Pfeifengraswiesen auf kalkreichem Boden, torfigen und tonig-schluffigen Böden (Molinion caeruleae)                                 | Pfeifengraswiesen                            |
| 6430    |   | Feuchte Hochstaudenfluren der planaren und montanen bis alpinen Stufe                                                              | Feuchte Hochstaudenfluren                    |
| 6510    |   | Magere Flachland-Mähwiesen (Alopecurus pratensis, Sanguisorba officinalis)                                                         | Magere Flachland-Mähwiesen                   |
| 7230    |   | Kalkreiche Niedermoore | Kalkreiche Niedermoore                       |
| 91E0    | * | Auen-Wälder mit Alnus glutinosa und Fraxinus excelsior (Alno-Padion, Alnion incanae, Salicion albae)                               | Auenwälder mit Erle, Esche, Weide            |

### Arteninventar
Folgende Arten von gemeinschaftlichem Interesse kommen im Gebiet vor:
| Bild                            | EU Code | * | Art                      | wissenschaftlicher Name | Artengruppe |
| ------------------------------- | ------- | - | ------------------------ | ----------------------- | ----------- |
| Schmale Windelschnecke          | 1014    |   | Schmale Windelschnecke   | Vertigo angustior       | Schnecken   |
| Kammmolch                       | 1166    |   | Kammmolch                | Triturus cristatus      | Amphibien   |
| Biber                           | 1337    |   | Biber                    | Castor fiber            | Säugetiere  |
| Grünes Besenmoos                | 1381    |   | Grünes Besenmoos         | Dicranum viride         | Moose       |
| Vogel-Azurjungfer               | 4045    |   | Vogel-Azurjungfer        | Coenagrion ornatum      | Libellen    |
| Grünes Zierliche Tellerschnecke | 4056    |   | Zierliche Tellerschnecke | Anisus vorticulus       | Schnecken   |

### Zusammenhängende Schutzgebiete
Das Naturschutzgebiet Langenauer Ried ist Bestandteil des FFH-Gebiets.
Das FFH-Gebiet liegt beinahe vollständig im Vogelschutzgebiet Donauried. Auf bayerischer Seite schließen die FFH-Gebiete Leipheimer Moos und Naturschutzgebiet 'Gundelfinger Moos' sowie das Vogelschutzgebiet Schwäbisches Donaumoos an.